# KODA KUMI FAN CLUB EVENT 2008「Let's Party Vol.1」
《KODA KUMI FAN CLUB EVENT 2008「Let's Party Vol.1」》為日本歌手倖田來未於2009年2月25日於粉絲俱樂部（FC）限定發行DVD。

## 解說
- 本DVD收錄於全國7地方，展開共11場公演，為倖田來未首次的粉絲演唱會活動「Let’s Party Vol.1」，為粉絲俱樂部的限定商品。
- 此次公演收錄2008年10月14日横濱BLITZ公演場的影像，且收錄全公演的舞台內密切訪談影像。[1]

## 曲目
1. 開場影像
2. 倖田來未 BEST SELECTION COUNTDOWN
3. くぅマニアNo.1決定戦!! QUIZ倖田來未
4. 教えてくぅちゃん! 質問コーナー
5. なりきり倖田來未 結果発表!!
6. 悲夢之歌
7. Making Video

## 資料來源
1. ↑  . 倖田來未（こうだくみ）OFFICIAL WEBSITE. 2010-02-25  [2010-07-15]. （原始内容存档于2012-01-15）.